# Liste der Bodendenkmäler in Pullach im Isartal
Auf dieser Seite sind die Bodendenkmäler in der oberbayerischen Gemeinde Pullach im Isartal zusammengestellt. Diese Tabelle ist eine Teilliste der Liste der Bodendenkmäler in Bayern. Grundlage ist die Bayerische Denkmalliste, die auf Basis des Bayerischen Denkmalschutzgesetzes vom 1. Oktober 1973 erstmals erstellt wurde und seither durch das Bayerische Landesamt für Denkmalpflege geführt wird. Die folgenden Angaben ersetzen nicht die rechtsverbindliche Auskunft der Denkmalschutzbehörde.

## Bodendenkmäler in Pullach im Isartal
| Lage                            | Objekt | Akten-Nr.     | Bild                                                          |
| ------------------------------- | --- | ------------- | ------------------------------------------------------------- |
| (Standort)                      | Grabhügel mit Bestattungen der Hallstattzeit. | D-1-7935-0092 |                                                               |
| (Standort)                      | Verebnete Grabhügel mit Bestattungen der Hallstattzeit. | D-1-7935-0093 |                                                               |
| (Standort)                      | Verebneter Grabhügel vorgeschichtlicher Zeitstellung. | D-1-7935-0094 |                                                               |
| (Standort)                      | Verebnete Grabhügel mit Bestattungen der Hallstattzeit sowie Einzelfund (Messer) der römischen Kaiserzeit oder des frühen Mittelalters.                            | D-1-7935-0097 |                                                               |
| (Standort)                      | Verebnete Grabhügel mit Bestattungen der Hallstattzeit. | D-1-7935-0099 |                                                               |
| (Standort)                      | Verebnete Grabhügel vorgeschichtlicher Zeitstellung. | D-1-7935-0100 |                                                               |
| (Standort)                      | Körpergräber der frühen Bronzezeit. | D-1-7935-0284 |                                                               |
| (Standort)                      | Untertägige mittelalterliche und frühneuzeitliche Befunde im Bereich der katholischen Nebenkirche Heilig Geist in Pullach an der Isar und ihres Vorgängerbaus.     | D-1-7935-0285 |                                                               |
| Georg-Kalb-Straße 3a (Standort) | Untertägige spätmittelalterliche und frühneuzeitliche Befunde im Bereich der katholischen Kapelle Heilige Dreifaltigkeit in Großhesselohe und ihres Vorgängerbaus. | D-1-7935-0287 | Untertägige spätmittelalterliche und frühneuzeitliche Befunde |